# Tập hợp hữu hạn
Trong toán học, một tập hợp hữu hạn là một tập hợp có một số hữu hạn các phần tử. Một cách không chính thức, một tập hữu hạn là một tập hợp mà có thể đếm và có thể kết thúc việc đếm. Ví dụ:
{\displaystyle \{2,4,6,8,10\}\,\!}
là một tập hợp hữu hạn có 5 phần tử. Số phần tử của một tập hợp hữu hạn là một số tự nhiên (một số nguyên không âm) và được gọi là lực lượng của tập hợp đó. Một tập hợp mà không hữu hạn được gọi là tập hợp vô hạn. Ví dụ, tập hợp tất cả các số nguyên dương là vô hạn:
{\displaystyle \{1,2,3,\ldots \}.}
Tập hợp hữu hạn đặc biệt quan trọng trong toán học tổ hợp, môn toán học nghiên cứu về phép đếm. Nhiều bài toán liên quan đến các tập hữu hạn dựa vào nguyên lý ngăn kéo Dirichlet, chỉ ra rằng không thể tồn tại một đơn ánh từ một tập hợp hữu hạn lớn hơn vào một tập hợp hữu hạn nhỏ hơn.

## Định nghĩa và thuật ngữ
Một tập S được gọi là hữu hạn nếu tồn tại một song ánh
{\displaystyle f\colon S\rightarrow \{1,\ldots ,n\}}
với n là một số tự nhiên nào đó. Số n là lực lượng của tập hợp S, được ký hiệu là |S|. Tập hợp rỗng {} or Ø được coi là hữu hạn, với lực lượng là 0.
Nếu một tập hợp là hữu hạn, các phần tử của nó có thể được viết - bằng nhiều cách - thành một dãy:
{\displaystyle x_{1},x_{2},\ldots ,x_{n}\quad (x_{i}\in S,1\leq i\leq n).}
Trong toán học tổ hợp, một tập hợp hữu hạn với n phần tử thường được gọi là tập-n và một tập con với k phần tử thường được gọi là tập con-k. Ví dụ tập hợp {5,6,7} là một tập-3 – một tập hợp hữu hạn với 3 phần tử – và {6,7} là một tập con-2 của nó.

## Tính chất
Bất kỳ tập hợp con thực sự nào của một tập hữu hạn S là hữu hạn và có ít phần tử hơn bản thân S. Do đó, không thể tồn tại một song ánh giữa một tập hữu hạn S và một tập hợp con thực sự của S.

## Sách tham khảo
- Dedekind, Richard (2012), Was sind und was sollen die Zahlen?, Cambridge Library Collection , Cambridge, UK: Cambridge University Press, ISBN 978-1-108-05038-8
- Dedekind, Richard (1963), Essays on the Theory of Numbers, Dover Books on Mathematics, Beman, Wooster Woodruff , Dover Publications Inc., ISBN 0-486-21010-3
- Herrlich, Horst (2006), Axiom of Choice, Lecture Notes in Math. 1876, Berlin: Springer-Verlag, ISBN 3-540-30989-6
- Howard, Paul; Rubin, Jean E. (1998). Consequences of the axiom of choice. Providence, Rhode Island: American Mathematical Society. ISBN 9780821809778.
- Kuratowski, Kazimierz (1920), "Sur la notion d'ensemble fini" (PDF), Fundamenta Mathematicae, 1: 129–131
- Lévy, Azriel (1958). "The independence of various definitions of finiteness" (PDF). Fundamenta Mathematicae. Quyển 46. tr. 1–13.
- Suppes, Patrick (1972) [1960], Axiomatic Set Theory, Dover Books on Mathematics , Dover Publications Inc., ISBN 0-486-61630-4
- Tarski, Alfred (1924). "Sur les ensembles finis" (PDF). Fundamenta Mathematicae. Quyển 6. tr. 45–95.
- Tarski, Alfred (1954). "Theorems on the existence of successors of cardinals, and the axiom of choice". Nederl. Akad. Wetensch. Proc. Ser. A., Indagationes Math. Quyển 16. tr. 26–32. MR 0060555.
- Whitehead, Alfred North; Russell, Bertrand (tháng 2 năm 2009) [1912]. Principia Mathematica. Quyển Two. Merchant Books. ISBN 978-1-60386-183-0.